# Neoclinus
Neoclinus è un genere di pesci di acqua salata appartenenti alla famiglia Chaenopsidae.

## Specie
In questo genere sono riconosciute le seguenti specie:
- Neoclinus blanchardi
- Neoclinus bryope
- Neoclinus chihiroe
- Neoclinus lacunicola
- Neoclinus monogrammus
- Neoclinus nudiceps
- Neoclinus nudus
- Neoclinus okazakii
- Neoclinus stephensae
- Neoclinus toshimaensis
- Neoclinus uninotatus